# 阿卜杜拉·本·阿卜杜勒·穆塔利卜
阿卜杜拉·本·阿卜杜勒·穆塔利卜（阿拉伯语：‎；約546年—570年），伊斯蘭教創始人穆罕默德的父親。

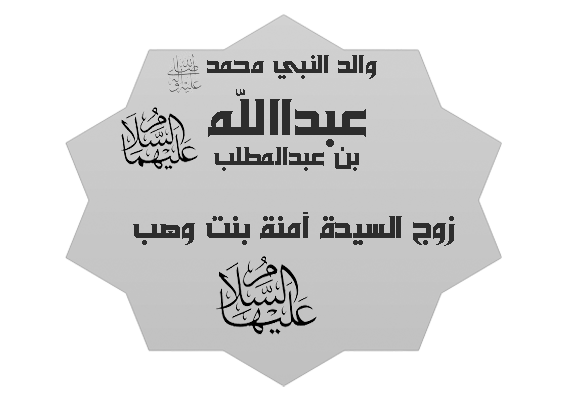

阿卜杜拉出生於麥加，是阿卜杜勒·穆塔利卜和法蒂瑪·賓·阿穆爾的兒子。阿卜杜拉的父親安排他與阿米娜·賓·瓦布結婚，當他於麥地那去世時阿米娜已懷有身孕。三個月後，阿卜杜拉的遺腹子穆罕默德出生。